# 糸数陽一
糸数 陽一（いとかず よういち、1991年5月24日 - ）は、日本の男子ウエイトリフティング選手。
沖縄県立豊見城高等学校、日本大学文理学部卒。警視庁所属。沖縄県久高島出身。2016年リオデジャネイロオリンピックに62kg級で出場し、4位入賞。